# Hipótesis de los tres sectores

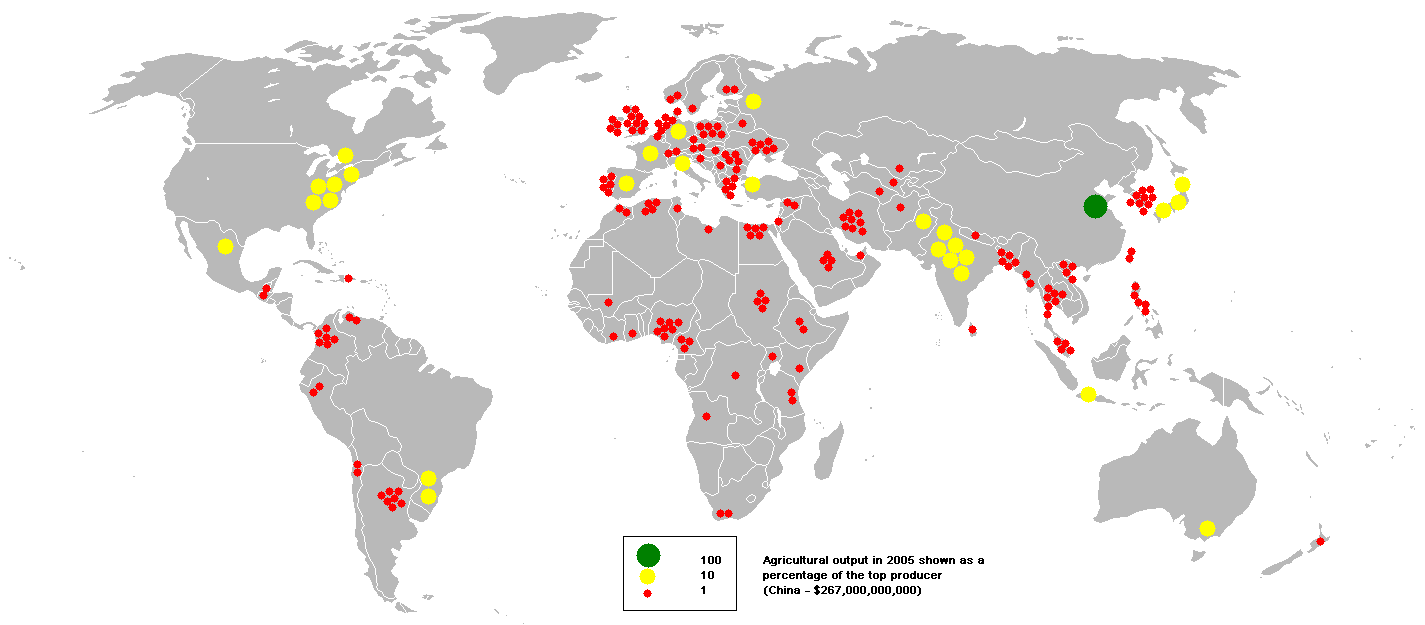
Producción agrícola en 2005.

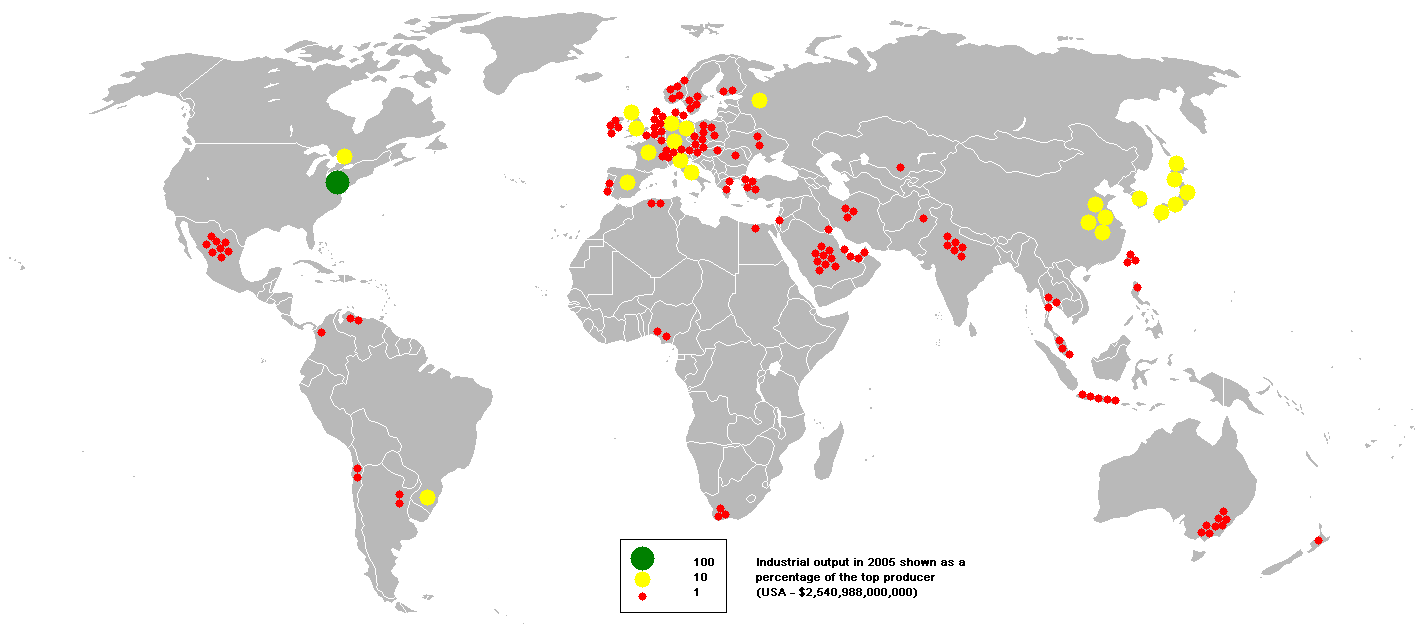
Producción industrial en 2005.

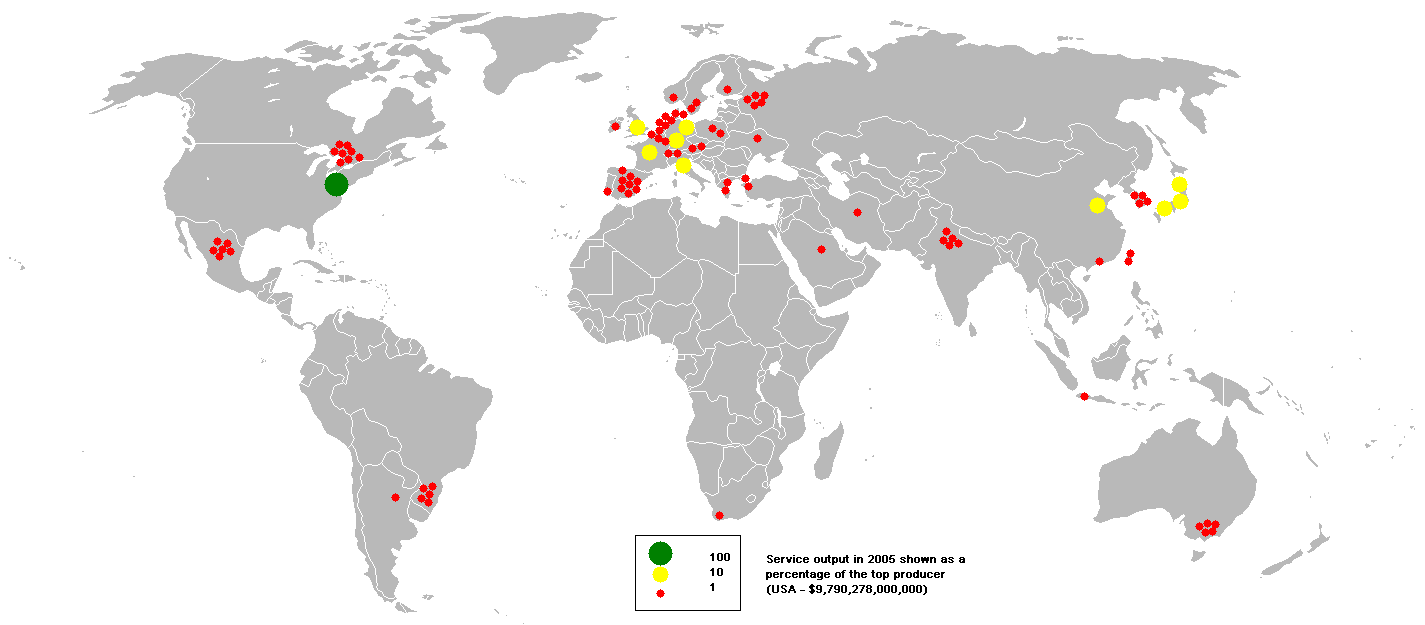
Producción de servicios en 2005.

La Hipótesis de los tres sectores es una teoría económica que forma las economías en tres sectores de actividad: la extracción de materias primas (primario), la manufactura (secundario), y los servicios (terciario). Fue desarrollada por Colin Clark y Jean Fourastié.
De acuerdo con esta teoría el principal objeto de la actividad de una economía varía desde el primario, a través del secundario hasta llegar al sector terciario. Fourastié vio el concepto como esencialmente positivo, y en la La Gran Esperanza del Siglo XX escribe sobre el aumento de la calidad de vida, la seguridad social, el florecimiento de la educación y la cultura, una mayor cualificación, la humanización del trabajo y el evitar el desempleo.
Los países con una baja renta per cápita están en un estado temprano de desarrollo; la mayor parte de sus ingresos nacionales son a base de la producción del sector primario. Los países con un estado más avanzado de desarrollo, con ingresos nacionales intermedios, obtienen sus ingresos del sector secundario principalmente. En los países altamente desarrollados con elevados ingresos, el sector terciario domina las salidas totales de la economía.

## Predicciones incorrectas de la hipótesis
Mientras que algunos estudios empíricos parecen apoyar la hipótesis de los tres sectores, en La Gran Esperanza del Siglo XX de Fourastié podemos encontrar cuatro predicciones inexactas: 
1. De acuerdo con Fourastié, la transición desde el sector secundario al terciario debería eliminar el desempleo, dado que el sector terciario tiene un tamaño ilimitado. Pero, cuando su teoría apareció en los 1930s, no tuvo en cuenta los enormes desarrollos tecnológicos que transformarían el sector servicios, como por ejemplo la invención de las computadoras.
2. Fourastié creyó que no habría estados que conservaran fuertes sectores secundarios después de haber alcanzado un alto desarrollo en la tercera fase. Un contraejemplo es la República Federal de Alemania. Aunque el sector secundario en Alemania ha disminuido marcadamente desde los 1950s, no ha caído hasta los niveles predichos por Fourastié. La razón para está incorrección está en la extremadamente alta tasa de exportaciones de Alemania.
3. Fourastié creyó que el sector terciario siempre requería un nivel educativo de la fuerza de trabajo extremadamente elevado. De todas maneras este no es el caso. Dado que al sector terciario se le relaciona a menudo con el sector servicios, esto incluye muchos trabajos como los limpiabotas, los barrenderos y los botones. La teoría de que debe alcanzarse un nivel educativo alto en el sector servicios queda refutada con ejemplos como estos.
4. Fourastié creyó que los salarios de los trabajadores se equilibrarían en un nivel alto en las economías terciarias, pero esto no ha ocurrido. De hecho el cambio ha ocurrido en la dirección contraria: la desigualdad salarial se ha incrementado de forma continua en la mayoría de los países de la OCDE.

Fourastié describió al sector terciario - que por lo general es asimilado al sector servicios- como un sector de la producción con poco o ningún desarrollo técnico y por lo tanto con reducidas ganancias en productividad en el mejor de los casos. De todas maneras, la equivalencia del sector terciario con el sector servicios es hoy en día válida sólo en algunos casos. Por ello la creación de un nuevo sector cuaternario basado en la información, y en la evolución desde una sociedad postindustrial de servicios a una sociedad de la información, o una revolución de la información, está entre las ideas que se promueven en la actualidad.
La terminología de primer, segundo y tercer sector es utilizada a menudo en la actualidad para distinguir entre la economía orientada a la producción (primer sector), el estado (segundo sector), y las organizaciones no gubernamentales (tercer sector), más que en la manera arriba descrita. Es decir que los tres tipos de industria se encuentran en una secuencia, dependiendo de uno al otro

## Transformaciones estructurales de acuerdo con Fourastié
La distribución de la fuerza de trabajo entre los tres sectores progresa a lo largo de los diferentes estadios como sigue, de acuerdo con Fourastié:

### Primera fase: Civilizaciones tradicionales
Cuotas de fuerza de trabajo:
- Sector primario: 65%
- Sector secundario: 25%
- Sector terciario: 10%

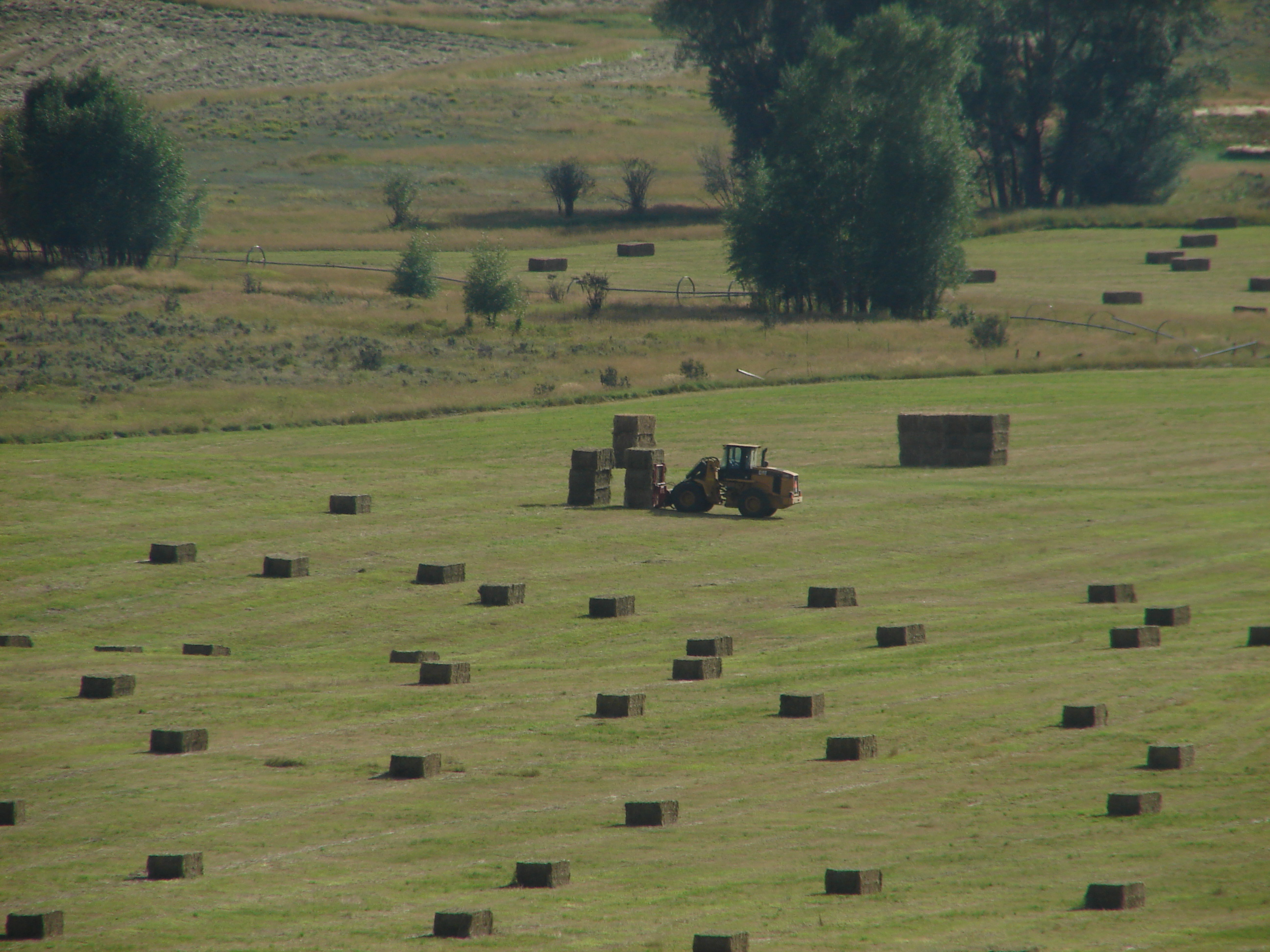
La agricultura fue uno de los primeros integrantes del sector primario.

Esta fase representa una sociedad no muy desarrollada científicamente, con un uso despreciable de maquinaria. El estado de desarrollo se corresponde con el de los países europeos en los inicios de la Edad Media, o a los actuales países en desarrollo.

### Segunda fase: Periodo de transición
Cuotas de fuerza de trabajo:
- Sector primario: 50%
- Sector secundario: 30%
- Sector terciario: 20%

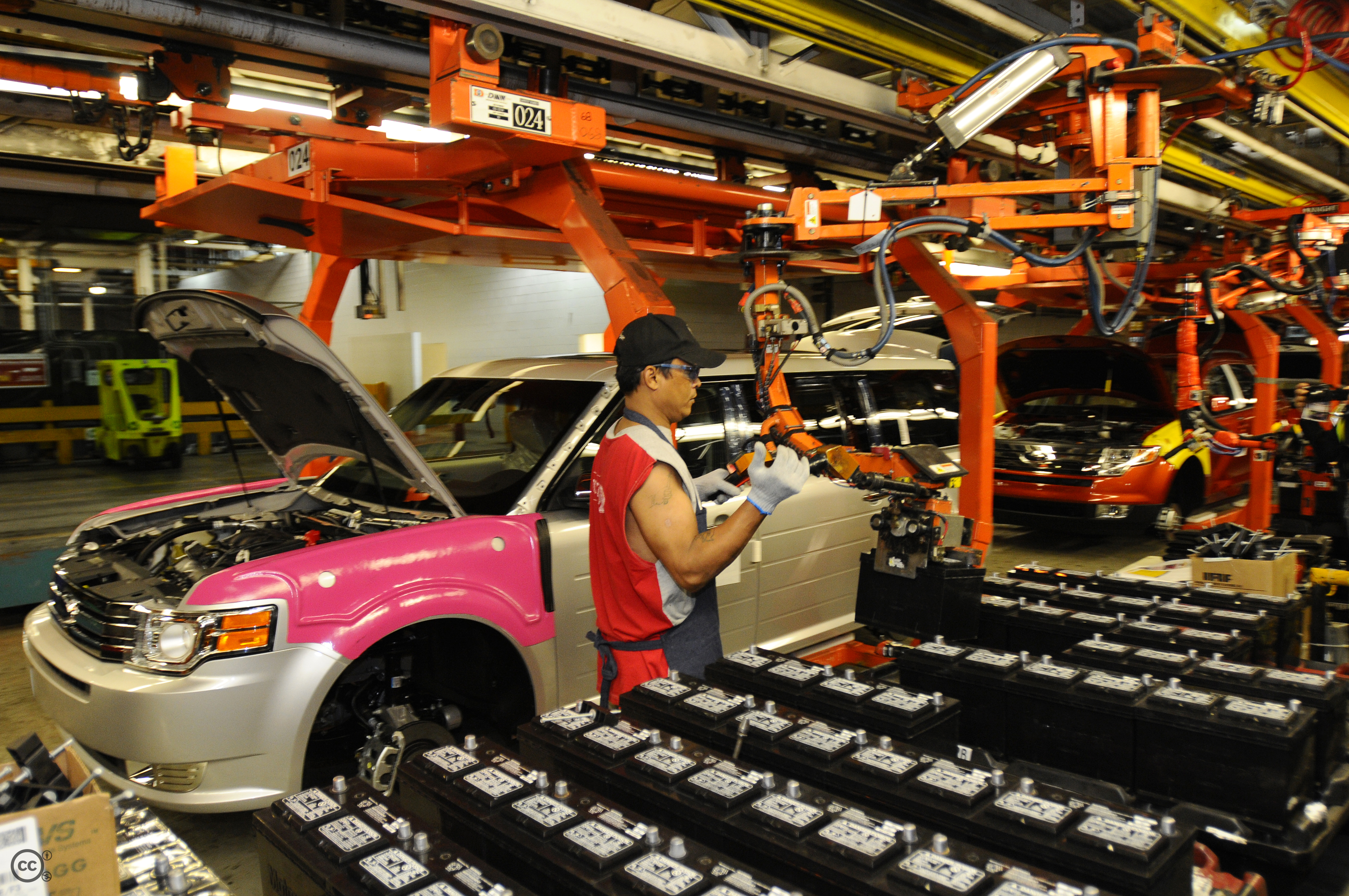
La industria de automoción es una de las máximas representantes del sector secundario.

Se despliega más maquinaria en el sector primario, lo cual reduce el número de trabajadores necesarios. Como resultado de la demanda de producción de maquinaria, el sector secundario crece. La fase de transición comienza con un evento que puede identificarse con la industrialización: la mecanización profunda (y por tanto la automatización) de la manufactura, como el uso de las cintas de transporte.
El sector terciario comienza a desarrollarse, así como el sector financiero y el poder del estado.

### Tercera fase: Civilización terciaria
Cuotas de fuerza de trabajo:
- Sector primario: 10%
- Sector secundario: 20%
- Sector terciario: 70%

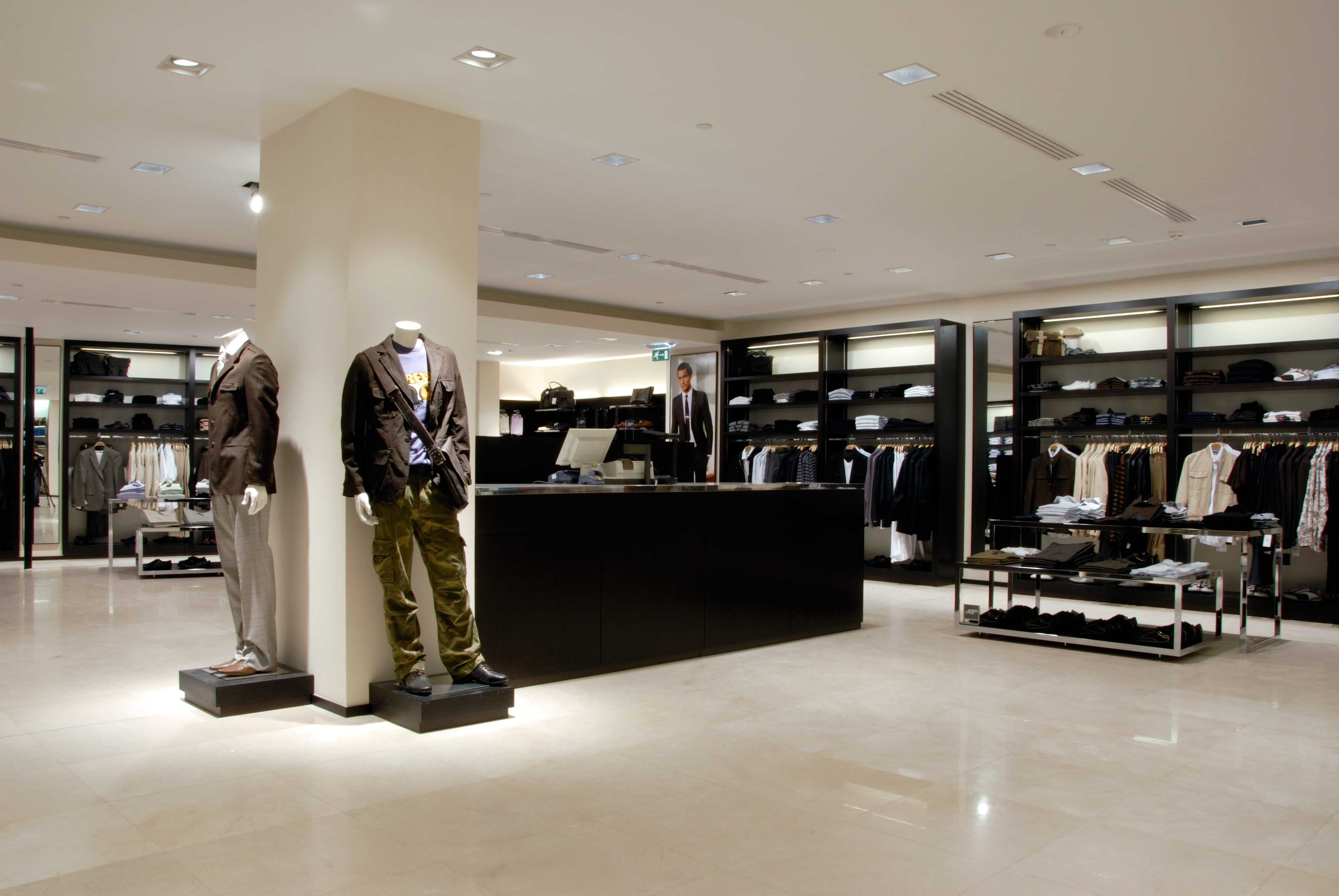
El comercio minorista es uno de los más cercanos representantes del sector terciario.

Los sectores primario y secundario están crecientemente dominados por la automatización, por lo que la demanda de fuerza de trabajo cae en estos sectores. Esto es acompañado por demandas crecientes del sector terciario. La situación se corresponde con las sociedades industriales actuales y con la sociedad futura, la sociedad postindustrial o de servicios. Actualmente el sector terciario ha crecido hasta alcanzar un tamaño inmenso que hace que a veces se le divida en un sector cuaternario basado en la información (véase más arriba), e incluso en un sector quinario basado en los servicios sin ánimo de lucro.

## Lecturas complementarias
- Bernhard Schäfers: Sozialstruktur und sozialer Wandel in Deutschland. (Estructura social y cambio social en Alemania) Lucius und Lucius, Stuttgart 7ª edición 2002
- Rainer Geißler: Entwicklung zur Dienstleistungsgesellschaft. In: Informationen zur politischen Bildung. (Información para la educación política) Nr. 269: Sozialer Wandel in Deutschland/2000 (cambio social en Alemania), p. 19f.
- Jean Fourastié: Die große Hoffnung des 20. Jahrhunderts. (la gran esperanza del siglo XX) Köln-Deutz 1954
- Hans Joachim Pohl: Kritik der Drei-Sektoren-Theorie. In: Mitteilungen aus der Arbeitsmarkt- und Berufsforschung. (nocicias desde el mercado de trabajo e investigación profesional) Heft 4/year 03/1970, p. 313-325
- Stefan Nährlich: Dritter Sektor: "Organisationen zwischen Markt und Staat." (organizaciones entre el mercado y el estado). de la secuela: "Theorie der Bürgergesellschaft" des Rundbriefes Aktive Bürgerschaft ("Teoría de la sociedad civil" de la revista de la sociedad civil activa ) a fecha de 4/2003
- Uwe Staroske: Die Drei-Sektoren-Hypothese: Darstellung und kritische Würdigung aus heutiger Sicht (la Hipótesis de los tres sectores: presentación y exposición crítica desde un punto de vista contemporáneo). Roderer Verlag, Regensburg 1995.

- Datos: Q1256893